# De Saga em Saga
En Saga om en Saga, och andra Sagor (em português "O Livro das Lendas", também publicado no Brasil como "De Saga em Saga") é uma coletânea de contos da escritora sueca Selma Lagerlöf, primeira mulher laureada com o Prêmio Nobel de Literatura.  A especialista em línguas escandinavas, Élie Poulenard, classificou a escrita dos contos dessa coletânea como muito capichados, "com detalhes perfeitamente escolhidos e valorizados, de estilo brilhante e colorido".

## Contos
- A Lenda de uma Dívida (discurso proferido no banquete do Prémio Nobel em 10 de dezembro de 1909);
- A Rapariga do Brejo Grande;
- A Mina de Prata;
- A Lenda da Rosa do Natal;
- A Marcha nupcial;
- O Violinista;
- Uma Lenda de Jerusalém;
- Porque o para viveu tanto;
- O Balão.